# توبياس ليستر
توبياس ليستر (بالإنجليزية: Tobias Lister)‏ هو موجه قوارب ‏ أسترالي، ولد في 7 أبريل 1987 في سيدني في أستراليا.

## وصلات خارجية
- توبياس ليستر على موقع الاتحاد الدولي للتجديف (الإنجليزية)
- توبياس ليستر على موقع اللجنة الأولمبية الدولية (الإنجليزية)
- توبياس ليستر على موقع أوليمبيديا (الإنجليزية)
- توبياس ليستر على موقع اللجنة الأولمبية الأسترالية (الإنجليزية)